# Zuid-Atjeh
Zuid-Atjeh (Indonesisch: Aceh Selatan) is een regentschap in de provincie Atjeh op Sumatra, Indonesië. Het regentschap heeft 212.929 inwoners (2014) en heeft een oppervlakte van 3.841 km². De hoofdstad van Zuid-Atjeh is Tapaktuan.
Het regentschap is onderverdeeld in 16 onderdistricten (kecamatan):
1. Trumon
2. Trumon Timur
3. Bakongan
4. Bakongan Timur
5. Kluet Selatan
6. Kluet Timur
7. Kluet Utara
8. Pasie Raja
9. Kluet Tengah
10. Tapak Tuan
11. Sama Dua
12. Sawang
13. Meukek
14. Labuhan Haji
15. Labuhan Haji Timur
16. Labuhan Haji Barat

## Onderliggende bestuurslagen
| - Air Berudang - Air Pinang - Air Sialang Hilir - Air Sialang Hulu - Air Sialang Tengah - Alai - Alue Baro - Alue Meutuah - Alur Bujok - Alur Dua Mas - Alur Kejrun - Alur Mas - Alur Pinang - Alur Simerah - Apha - Arafah - Aron Tunggai - Aur Peulumat - Bakau Hulu - Balai - Baru - Batee Tunggai - Batu Itam - Beutong (Bakongan) - Beutong (Labuhan Haji Timur) - Blang Baru - Blang Bladeh - Blang Gelinggang - Blang Kuala - Blang Poroh - Blang Teungoh - Buket Meuh - Bukit Gading - Cacang - Dalam (Labuhan Haji) - Dalam (Sama Dua) - Drien Jalo - Durian Kawan - Fajar Harapan - Gadang - Gampong Teungoh - Gelumbuk - Gunong Pulo - Gunung Cut - Gunung Kerambil - Gunung Ketek - Gunung Rotan - Hilir - Hulu - Hulu Pisang - Ie Buboh - Ie Dingen - Ie Jeureuneh - Ie Meudama - Ie Mirah - Iku Lhung - Indra Damai - Jambo Apha - Jambo Dalem - Jambo Keupok - Jambo Manyang - Jambo Papan - Jambo Papeun (Meukek) - Jambo Papeun (Trumon Timur) - Jilatang - Jua - Kampung Baro - Kampung Baru (Bakongan) - Kampung Baru (Pasie Raja) - Kampung Padang - Kampung Paya - Kampung Ruak - Kampung Sawah - Kampung Tinggi - Kapai Seusak - Kapeh - Kedai Kandang - Kedai Padang - Kedai Runding - Keude Bakongan - Keude Meukek | - Keude Trumon - Keumumu Hilir - Keumumu Hulu - Keumumu Seberang - Kmp Drien - Kota Baru - Kota Palak - Koto - Koto Indarung - Krueng Batee (Kluet Utara) - Krueng Batee (Trumon) - Krueng Batu - Krueng Kelee - Krueng Kluet - Krung Luas - Kuta Baro (Meukek) - Kuta Baro (Sawang) - Kuta Baru - Kuta Blang - Kuta Buloh I - Kuta Buloh II - Kuta Iboh - Kuta Padang - Kuta Trieng - Labuhan Tarok - Ladang Baro - Ladang Kasik Putih - Ladang Panton Luas - Ladang Rimba (Bakongan Timur) - Ladang Rimba (Trumon Timur) - Ladang Teungoh - Ladang Tuha (Meukek) - Ladang Tuha (Pasie Raja) - Lawe Buluh Didi - Lawe Melang - Lawe Sawah - Lembah Baru - Lhok Aman - Lhok Bengkuang - Lhok Ketapang - Lhok Mamplam - Lhok Pawoh - Lhok Raya - Lhok Rukam - Lhok Sialang Cut - Lhok Sialang Rayeuk - Limau Purut - Limau Saring - Luar (Kluet Selatan) - Luar (Sama Dua) - Lubuk Layu - Madat - Malaka - Manggis Harapan - Mata Ie - Mersak - Meuligo - Mutiara - Naca - Padang - Padang Bakau - Padang Baru - Padang Peulumat - Panjupian - Pante Geulima - Panton Bili (Pasie Raja) - Panton Bili (Trumon) - Panton Luas (Sawang) - Panton Luas (Tapak Tuan) - Panton Pawoh - Pasar - Pasar Lama - Pasi Kuala Asahan - Pasi Kuala Bau - Pasi Lembang - Pasi Merapat - Pasi Rasian - Pasi Seubadeh - Pawoh - Paya Dapur - Paya Peulumat | - Payateuk - Payonan Gadang - Peulokan - Peunalop - Pinto Rimba - Pisang - Pucuk Krueng - Pucuk Lembang - Pulo Air - Pulo Ie (Kluet Selatan) - Pulo Ie (Labuhan Haji Barat) - Pulo Ie I - Pulo Ie II - Pulo Kambing - Pulo Paya - Rambong - Rantau Binuang - Rot Teungoh - Sapik - Sawah Tingkeum - Sawang Bau - Sawang I - Sawang II - Seneubok Alur Bulah - Seuleukat - Seunabok Jaya - Seunebok Keranji - Seuneubok Puntho - Si Neubok - Sialang - Sikulat - Silolo - Simpang - Simpang Dua - Simpang Empat - Simpang III - Simpang Lhee - Simpang Tiga - Singleng - Siurai Urai - Suak Lokan - Suaq Bakong - Suaq Geringgeng - Suaq Hulu - Subarang - Tampang - Tanjung Harapan - Tengah - Tengah Baru - Tengah Iboh - Tengah Peulumat - Tengah Pisang - Tepi Air - Tepin Tinggi - Teupin Gajah - Titi Poben - Trieng Meuduro Baroh - Trieng Meuduro Tunong - Tutong - UPT I Seuneubok Pusaka - UPT II PD Harapan - UPT III Cot Bayu - Ujong Tanoh - Ujung - Ujung Batu (Labuhan Haji) - Ujung Batu (Pasie Raja) - Ujung Gunong Rayek - Ujung Gunung Cut - Ujung Kampung - Ujung Karang - Ujung Mangki - Ujung Padang (Bakongan) - Ujung Padang (Kluet Selatan) - Ujung Padang (Labuhan Haji Barat) - Ujung Padang Asahan - Ujung Padang Rasian - Ujung Pasir - Ujung Pulo Cut - Ujung Pulo Rayeuk - Ujung Tanah - Ujung Tanoh |

Stadsgemeenten: Banda Atjeh · Langsa · Lhokseumawe · Sabang · Subulussalam

Regentschappen: West-Atjeh · Zuidwest-Atjeh · Aceh Besar · Aceh Jaya · Zuid-Atjeh · Aceh Singkil · Aceh Tamiang · Aceh Tengah · Aceh Tenggara · Aceh Timur · Noord-Atjeh · Bener Meriah · Bireuen · Gayo Lues · Nayan Raya · Pidie · Pidie Jaya · Simeulue